# هینتون این د هجز
هینتون این د هجز (به انگلیسی: Hinton-in-the-Hedges) یک روستا و محله مدنی در بریتانیا است که در ساوت نورث‌همپتون‌شر واقع شده‌است. هینتون این د هجز ۱۷۹ نفر جمعیت دارد.